# Guapira riedeliana
Guapira riedeliana är en underblomsväxtart som först beskrevs av Fisch., och fick sitt nu gällande namn av Cyrus Longworth Lundell. Guapira riedeliana ingår i släktet Guapira och familjen underblomsväxter. Inga underarter finns listade i Catalogue of Life.